# Керівники Донецької області
Донецька область була утворена 2 липня 1932 року.

## Голови Донецького обласного виконавчого комітету
1. Налімов Михайло Миколайович — 29 липня — вересень 1932 р.
2. Чувирін Михайло Євдокимович — 19 вересня 1932 — березень 1933 рр.
3. Іванов Микола Геннадійович — березень 1933 — липень 1937 рр.
4. Всеволожський Володимир Всеволодович — липень — листопад 1937 рр.
5. Шпильовий Петро Іванович — листопад 1937 — червень 1938 рр. в.о., червень 1938 — травень 1939 рр.
6. Гайовий Антон Іванович — червень — серпень 1939 рр. в.о., серпень 1939 — грудень 1940 рр.
7. Решетняк Пилип Несторович — грудень 1940 — 9 квітня 1941 рр. в.о., 9 квітня — 26 жовтня 1941 рр., вересень 1943 — березень 1944 рр.,
8. Струєв Олександр Іванович — квітень — червень 1944 рр. в.о., червень 1944 — липень 1947 рр.
9. Алишев Микола Федорович — липень 1947 — червень 1949 рр.
10. Співак Марко Сидорович — червень 1949 — серпень 1950 рр.
11. Кременицький Віктор Олександрович  — серпень 1950 — березень 1954 рр.
12. Адамець Данило Іванович — березень 1954 — травень 1956 рр.
13. Благун Микола Григорович — серпень 1956 — березень 1959 рр.
14. Грідасов Дмитро Матвійович — березень 1959 — січень 1963 рр., січень 1963 — грудень 1964 рр.(промислового), грудень 1964 — липень 1982 рр.
15. Миронов Василь Петрович — липень — жовтень 1982 рр.
16. Статінов Анатолій Сергійович — жовтень 1982 — грудень 1987 р.
17. Кучеренко Віктор Григорович — грудень 1987 — 25 серпня 1989 р.
18. Смірнов Юрій Костянтинович — 25 серпня 1989 — 3 квітня 1990 р., 20 грудня 1990 — квітень 1992 р.
19. Шелудченко Володимир Ілліч — 11 квітня — 20 грудня 1990 р.

## Перші секретаріДонецького обласного комітету КПУ
1. Чувирін Михайло Євдокимович — 20 липня — 19 вересня 1932 р.
2. Акулов Іван Олексійович — 19 вересня 1932 — 18 вересня 1933 рр.
3. Саркісов Саркіс Артемович — 18 вересня 1933 — 24 травня 1937 рр.
4. Прамнек Едуард Карлович — 24 травня 1937 — 8 квітня 1938 рр.
5. Щербаков Олександр Сергійович — 8 квітня — 12 листопада 1938 рр.
6. Любавін Петро Митрофанович — 12 листопада 1938 — 4 серпня 1941 рр.
7. Задіонченко Семен Борисович — 13 вересня — 26 жовтня 1941 рр.
8. Щетинін Семен Миколайович — жовтнень 1941 — вересень 1943 р.
9. Дрожжин Михайло Іванович — вересень 1943 — 16 лютого 1944 р.
10. Мельников Леонід Георгійович — 16 лютого 1944 — 21 липня 1947 р.
11. Струєв Олександр Іванович — 21 липня 1947 — 19 вересня 1953 рр.
12. Казанець Іван Павлович — 19 вересня 1953 — 1 березня 1960 рр.
13. Ляшко Олександр Павлович — 1 березня 1960 — січень 1963 рр., 17 січня — 11 липня 1963 рр. (промислового)
14. Дегтярьов Володимир Іванович — 11 липня 1963 — грудень 1964 рр. (промислового), грудень 1964 — 6 січня 1976 рр.
15. Попльовкін Трохим Трохимович — 16 січня 1963 — грудень 1964 рр.(сільського)
16. Качура Борис Васильович — 10 січня 1976 — 29 жовтня 1982 рр.
17. Миронов Василь Петрович — 29 жовтня 1982 — 11 червня 1988 рр.
18. Вінник Анатолій Якович — 22 червня 1988 — 9 лютого 1990 рр.
19. Миронов Євген Васильович — 9 лютого — 7 квітня 1990 рр. в.о., 7 квітня 1990 — 26 серпня 1991 рр.

## Голови Донецької обласної державної адміністрації

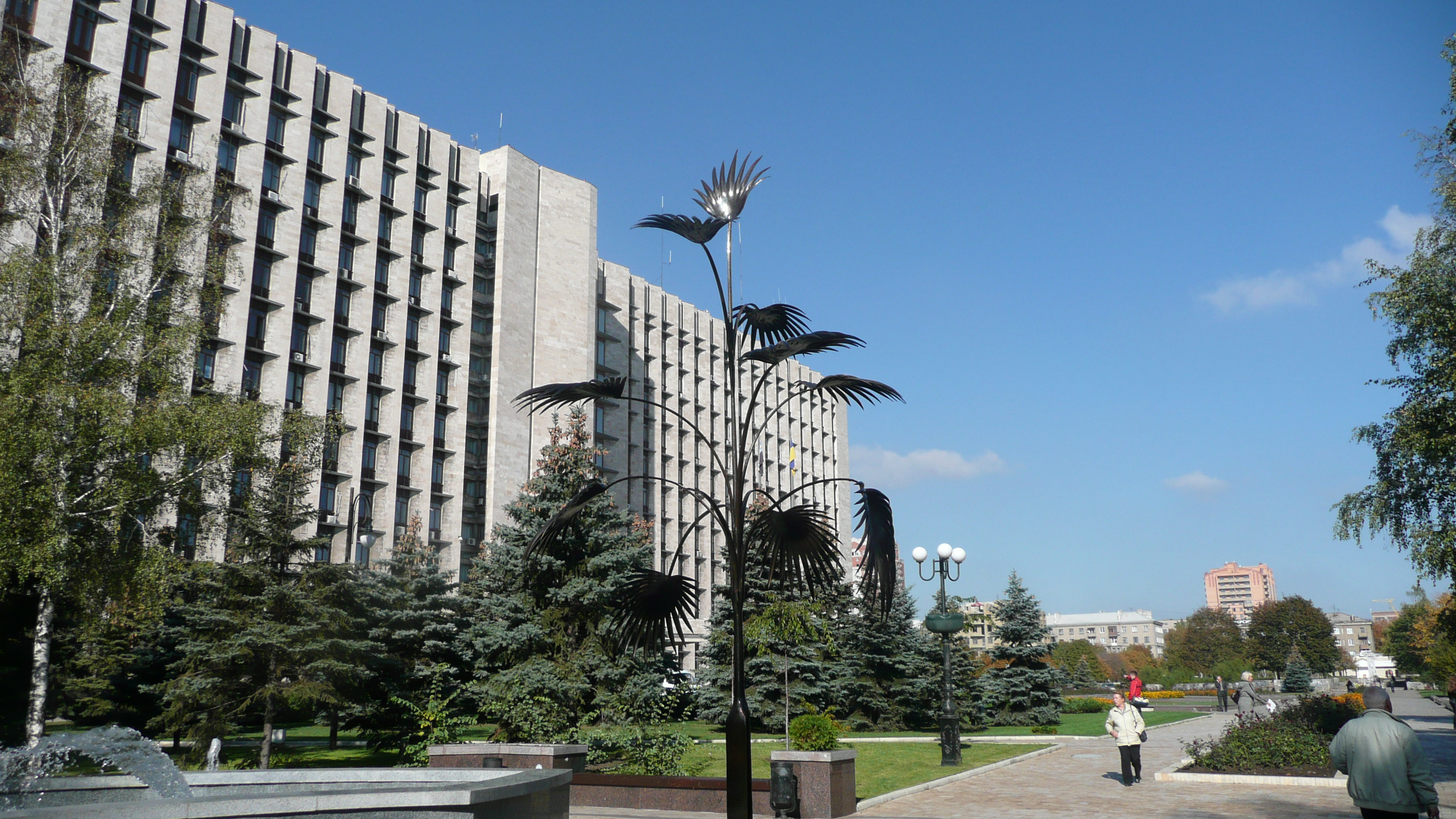
Донецька облдержадміністрація

1. Смірнов Юрій Костянтинович — представник президента у Донецькій області — 20 березня 1992 — липень 1994
2. Щербань Володимир Петрович — 11 липня 1995 — 18 липня 1996
3. Поляков Сергій Васильович — 18 липня 1996 — 14 травня 1997
4. Янукович Віктор Федорович — 14 травня 1997 — 21 листопада 2002
5. Близнюк Анатолій Михайлович — 23 листопада 2002 — 21 січня 2005
6. Логвиненко Володимир Іванович — 21 січня — 4 лютого 2005 в.о., 22 травня 2006 — 18 березня 2010
7. Чупрун Вадим Прокопович — 4 лютого 2005 — 3 травня 2006
8. в.о. Дергунов Сергій Геннадійович — 4 — 22 травня 2006
9. Близнюк Анатолій Михайлович — 18 березня 2010 — 12 липня 2011
10. Шишацький Андрій Володимирович — 12 липня 2011 — 2 березня 2014
11. Тарута Сергій Олексійович — 2 березня 2014 — 9 жовтня 2014
12. Кіхтенко Олександр Тимофійович — 10 жовтня 2014 — 11 червня 2015
13. Жебрівський Павло Іванович — 11 червня 2015 — 13 червня 2018
14. Куць Олександр Іванович — 22 червня 2018 — 5 липня 2019
15. Кириленко Павло Олександрович — 5 липня 2019 — 5 вересня 2023
16. в.о. Мороз Ігор Вікторович — 5 вересня 2023 — 27 грудня 2023
17. Філашкін Вадим Сергійович  — з 27 грудня 2023

## Голови Донецької обласної ради
1. Смірнов Юрій Костянтинович — 20 грудня 1990 — квітень 1992
2. Петренко Олексій Іванович — квітень — 2 серпня 1992
3. Чупрун Вадим Прокопович — 12 листопада 1992 — липень 1994,
4. Щербань Володимир Петрович — 10 липня 1994 — 4 жовтня 1996
5. Пономарьов Іван Дмитрович — 4 жовтня 1996 — 14 травня 1999
6. Янукович Віктор Федорович — 14 травня 1999 — 14 травня 2001
7. Колесніков Борис Вікторович — травень 2001 — квітень 2005, 4 серпня 2005 — 25 квітня 2006
8. Близнюк Анатолій Михайлович — травня — 4 серпня 2005 в.о., 26 квітня 2006 — 15 квітня 2010
9. Шишацький Андрій Володимирович — 15 квітня 2010 — 2 березня 2014
10. в.о. Коваль Ігор Георгійович — 2 березня 2014—2014